# パダム・パダム
「パダム・パダム」（Padam Padam）は、オーストラリアの歌手カイリー・ミノーグの楽曲で16枚目のスタジオ・アルバム『テンション』に収録されている。リード・シングルとして2023年5月23日にBMGとミノーグの会社デアノートから発売された。曲はノルウェーのシンガーソングライター、イナ・ロードセンがプロデューサーのロストボーイとともに制作した。曲の発売と同時に公開されたミュージック・ビデオはカリフォルニア州のロサンゼルスで撮影され、ソフィ・ミュラーが監督した。
曲が発売されるとオーストラリアではシングルチャートのトップ20に入り、クロアチア、イスラエル、アイルランド、イギリスなどの国ではトップ10に入った。特にイギリスでは1980年代から2020年代まで5年代に渡ってシングルチャートのトップ10入りを果たすという記録をミノーグにもたらした。その他にもハンガリーやロシア、アルゼンチン、カナダ、チリ、コロンビア、エルサルバドル、ドイツ、グアテマラ、ニュージーランド、アメリカのカテゴリーチャートなど数多くの国のチャートに登場した。
こうしたヒットの要因の一つにはTikTokなどの著名なアプリ上でバズり、曲がバイラルヒットしたことで多くの人気を集めた事が挙げられる。
グラミー賞では自身にとって2作目となる受賞を20年ぶりに果たした（最優秀ポップ・ダンス・レコーディング部門）。

## 背景
シングルの発売告知は5月12日のアルバムの発売告知とともに行われたがこの時点では発売日は公開されていなかった。5月15日に20秒間の曲のプレビューとともに発売日が告知された。曲のタイトルは心音のオノマトペ。

## 作曲
「パダム・パダム」は「魅惑的なエレクトロ」と形容され、「洗練され、ドキドキするようで、ダンス・ポップとして猛烈にキャッチー」と評され「アルバムの魅惑的なオープニング・ソング」だとも評した。曲にはエレクトリック・ギターのリフとその背景にテクノ・ポップがあるとした。曲はミノーグがアルバム『ディスコ』から離れて、もっと暗くヨーロピアンなシンセ・ポップに路線転換したようにも見える。オフィシャル・チャート・カンパニーのジョージ・グリフィスは「パダム・パダム」は「しなやかな、 東欧にインスパイアされたエレクトロ・ポップ」と評した。

## 批評
ステレオガムへの寄稿でトム・ブレイハンは「洗練され、ドキドキするようで、ダンス・ポップとして猛烈にキャッチー」と評し、「カイリーはいかに曲をそのように持っていくかを知っている」とも評した。レトロ・ポップ・マガジンは曲を「感染性がある」とし、「パンチの効いたエレクトロで豪華なショーは頭にずっと鳴り響く事を約束する」と曲の歌詞に絡めて評した。NMEのホリー・ジェラティは曲に関して「耳にこびりついて離れない」とした。ステレオボードのジョン・スティッカーも同じように「このキャッチーなポップ・バンガーは感染力のあるコーラスを持つ」と評した。ミュージックのメアリー・ヴァルヴァリスは曲の新鮮で活気に溢れた部分を強調し、彼女は「カイリーらしさはしっかりありながら、2023年のサウンドで曲を書いた」と評した。
| 発行物       | リスト                     | 順位 | 脚注   |
| ------------ | -------------------------- | ---- | ------ |
| タイムアウト | 21世紀のベスト・ソング45選 | 1    | [ 16 ] |

## ノミネートと受賞
この曲はLas Culturistasカルチャー・アワードの年間最優秀レコードに選ばれた。ミノーグと「パダム・パダム」は2023年のARIAミュージック・アワードでベスト・ソロ・アーティスト賞、ベスト・インディペンデント・リリース賞、ベスト・ポップ・リリース賞、一般投票によって決まるソング・オブ・ザ・イヤーの4部門にノミネートされた。これはミノーグにとって7部門にノミネートされた2002年以来最多のノミネートとなる。この内ベスト・ポップ・リリース部門を受賞した。第66回グラミー賞では最優秀ポップ・ダンス・レコーディング部門にノミネートされ、20年ぶりとなる受賞を果たした。

## 商業的反応
オーストラリアのARIAシングル・チャートでは39位に初登場した。これはミノーグにとって2012年の「タイムボム」以来となるトップ40シングルとなった。その後は最高位19位まで上がった。アイルランドのシングル・チャートでは2011年にタイオ・クルズと共演した「ハイヤー」以来の高順位を記録し、最高位7位まで上昇した。
イギリスのチャートでは発売されてからダウンロード・チャートとシングルセールス・チャートの2つで8位に登場し、その後3週間に渡って1位を記録した。シングルチャートでは26位で初登場、ミノーグにとってイギリスでの52枚目のトップ40シングルとなり、2014年の「イントゥ・ザ・ブルー」(当時12位を記録したがすぐにチャートから消えた）以来の高順位をマークした。その後チャート登場4週目で9位、5週目で最高位8位を記録している。これはミノーグにとってタイオ・クルズと歌った2011年2月の「ハイヤー」以来のトップ10シングルであり、ミノーグにとって通算35枚目のトップ10シングルになった。
アメリカでは2013年に設立されたビルボードのダンス/エレクトロニック・ソングス・チャートに初めてチャートインし、TOP10を記録。
オーストラリアやイギリスでは2014年のアルバム『キス・ミー・ワンス』の商業的失敗以後、長い間シングルの大きなヒットに恵まれていなかったため、こうした結果はミノーグにとっては久しぶりであった。
チャートの専門家であるジョージ・マスターソンはこのシングルの成功は重要だとして、その理由を「世代の枠を超えて昔からのファンと新たな世代の音楽ファンの両方に刺さった」からだとしている。

## プロモーション

### ミュージック・ビデオ
ミュージック・ビデオはロサンゼルスのサン・バレーにある小さなピンク色のモーテルで撮影され、ソフィ・ミュラーが監督した。ビデオは5月18日に公開され、 ミノーグはティエリー・ミュグラーの仕立てによるケープ付きの赤いキャットスーツを着用しており、赤の衣装を着たダンサーを両脇に固めている。

### ライヴ・パフォーマンス
2023年5月、ミノーグは「パダム・パダム」を『アメリカン・アイドル』シーズン21のファイナルで「熱く胸を焦がして」とのメドレーとして初披露した。「熱く胸を焦がして」では番組の出場者Nutsaとともにパフォーマンスした。ミノーグは黒のハイスリット・ドレスと膝まであるレザー・ブーツを着用していた。
6月、ミノーグは事前告知無しのサプライズ・ゲストとしてロンドンのウェンブリー・スタジアムで開催された2023キャピタル・サマーボールに出場、「パダム・パダム」をイギリスで初披露し、「熱く胸を焦がして」も歌われた。
2024年にはブリット・アワードに出演した際、ヒット・メドレーのオープニング・ナンバーとして本曲を披露している。

## 収録内容
デジタル・ダウンロード / ストリーミング 
1. パダム・パダム - 2:46

デジタル・ダウンロード（エクステンデッド・ミックス）
1. パダム・パダム （エクステンデッド・ミックス） - 4:04

CDシングル
1. パダム・パダム - 2:46
2. パダム・パダム（エクステンデッド・ミックス） - 4:04

デジタル・ダウンロード – ジャックス・ジョーンズ・リミックス
1. パダム・パダム (ジャックス・ジョーンズ・リミックス) - 3:24
2. パダム・パダム - 2:46

デジタル・ダウンロード – アブソリュート. パダム・オール・ウィークエンド・リミックス・エディット
1. パダム・パダム (アブソリュート. パダム・オール・ウィークエンド・リミックス・エディット) - 3:05

## チャート
| チャート (2023年)                                     | 最高位 |
| ----------------------------------------------------- | ------ |
| アルゼンチン (モニトール・ラティーノ)                 | 6      |
| オーストラリア (ARIA)                                 | 19     |
| オーストラリア クラブ・トラックス (ARIA)              | 12     |
| オーストラリア インディ (AIR)                         | 1      |
| ベルギー (Ultratop 50 Flanders)                       | 26     |
| ブルガリア (IFPI)                                     | 10     |
| カナダ (Canadian Hot 100)                             | 98     |
| カナダ Hot AC (Billboard)                             | 35     |
| カナダ CHR/Top 40 (Billboard)                         | 33     |
| カナダ デジタル・ソング・セールス (ビルボード)        | 21     |
| チリ (モニトール・ラティーノ)                         | 3      |
| CIS (TopHit)                                          | 34     |
| コロンビア (モニトール・ラティーノ)                   | 7      |
| クロアチア (クロアチア国営放送)                       | 4      |
| デンマーク エアプレイ (Hitlisten)                     | 15     |
| ドミニカ (モニトール・ラティーノ)                     | 17     |
| エル・サルバドール (モニトール・ラティーノ)           | 10     |
| フィンランド・エアプレイ (Radiosoittolista)           | 78     |
| ドイツ ダウンロード・シングル (GFKエンタテインメント) | 14     |
| グアテマラ (モニトール・ラティーノ)                   | 8      |
| ハンガリー (Dance Top 40)                             | 32     |
| ハンガリー (Rádiós Top 40)                            | 4      |
| ハンガリー (Single Top 40)                            | 32     |
| アイルランド (IRMA)                                   | 7      |
| イスラエル (メディア・フォレスト)                     | 1      |
| イタリア エアプレイ (Radiomonitor)                    | 16     |
| ラトビア (EHR)                                        | 21     |
| ラトビア エアプレイ (LAIPA)                           | 10     |
| 北マケドニア (ラジオモニター)                         | 12     |
| マルタ (Radiomonitor)                                 | 2      |
| メキシコ (モニトール・ラティーノ)                     | 12     |
| オランダ (ネーダラントス・トップ40)                   | 20     |
| オランダ (シングル・トップ100)                        | 16     |
| ニュージーランド ホット・シングルズ (RMNZ)            | 11     |
| ペルー (モニトール・ラティーノ)                       | 15     |
| ポーランド (Polish Airplay Top 100)                   | 11     |
| ロシア エアプレイ (TopHit)                            | 42     |
| セルビア (Radiomonitor)                               | 1      |
| スロバキア (Rádio Top 100)                            | 39     |
| 南アフリカ ラジオ (RISA)                              | 7      |
| スペイン エアプレイ (Promusicae)                      | 39     |
| スウェーデン (DigiListan)                             | 17     |
| UK シングルス (OCC)                                   | 8      |
| UK ダンス (OCC)                                       | 5      |
| UK インディ (OCC)                                     | 1      |
| US Dance/Mix Show Airplay (Billboard)                 | 39     |
| US Digital Songs (Billboard)                          | 18     |
| US Adult Top 40 (Billboard)                           | 33     |
| US Pop Airplay (Billboard)                            | 32     |
| US Hot Dance/Electronic Songs (Billboard)             | 7      |
| ベネズエラ (Monitor Latino)                           | 9      |
| ベネズエラ (Record Report)                            | 46     |

| チャート (2023年)          | 最高位 |
| -------------------------- | ------ |
| CIS (TopHit)               | 33     |
| ロシア エアプレイ (TopHit) | 42     |

## リリース日一覧
| 地域   | 発売日        | フォーマット                          | バージョン | レーベル       | 脚注          |
| ------ | ------------- | ------------------------------------- | --- | -------------- | ------------- |
| 全世界 | 2023年5月18日 | ダウンロード ストリーミング           | オリジナル | デアノート BMG | [ 4 ]         |
| 全世界 | 2023年5月23日 | デジタル・ダウンロード                | エクステンデッド・ミックス                                                                                      | デアノート BMG | [ 90 ]        |
| 全世界 | 2023年6月3日  | CDシングル                            | オリジナル エクステンデッド・ミックス                                                                           | デアノート BMG | [ 91 ]        |
| 全世界 | 2023年6月9日  | ストリーミング                        | エクステンデッド・ミックス                                                                                      | デアノート BMG | [ 90 ]        |
| 全世界 | 2023年6月15日 | カセット                              | オリジナル エクステンデッド・ミックス                                                                           | デアノート BMG | [ 92 ]        |
| 全世界 | 2023年6月28日 | デジタル・ダウンロード                | ジャックス・ジョーンズ・リミックス                                                                              | デアノート BMG | [ 40 ]        |
| 全世界 | 2023年6月30日 | ストリーミング                        | ジャックス・ジョーンズ・リミックス                                                                              | デアノート BMG | [ 93 ]        |
| 全世界 | 2023年6月30日 | デジタル・ダウンロード                | ジャックス・ジョーンズ・エクステンデッド・ミックス                                                              | デアノート BMG | [ 94 ]        |
| 全世界 | 2023年7月6日  | デジタル・ダウンロード                | アブソリュート・リミックス                                                                                      | デアノート BMG | [ 95 ]        |
| 全世界 | 2023年7月7日  | デジタル・ダウンロード                | アブソリュート. パダム・オール・ウィークエンド・リミックス アブソリュート. パダム・オール・ウィークエンド・ダブ | デアノート BMG | [ 96 ]        |
| 全世界 | 2023年7月21日 | デジタル・ダウンロード ストリーミング | HAAi リミックス                                                                                                 | デアノート BMG | [ 97 ] [ 98 ] |